# Onosma pseudoarenaria
Onosma pseudoarenaria ist eine Pflanzenart aus der Gattung der Lotwurzen (Onosma) in der Familie der Raublattgewächse (Boraginaceae).

## Beschreibung

### Vegetative Merkmale

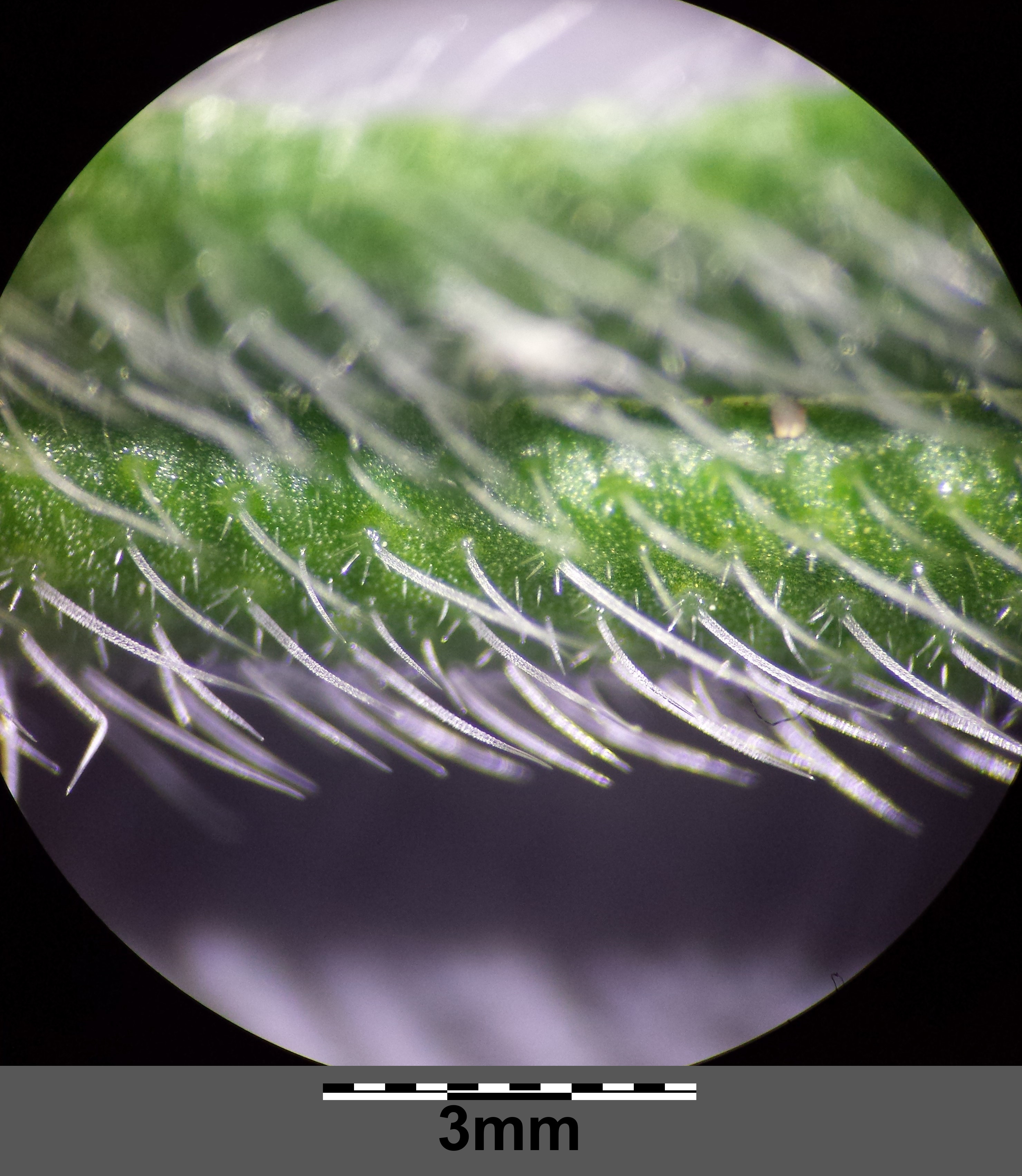
Onosma pseudoarenaria subsp. fallax
Oberseite eines unteren Laubblatts mit auf sternförmig behaarten Höckern sitzenden Borstenhaaren und einfachen Haaren dazwischen (Ausschnitt).

Onosma pseudoarenaria ist eine zweijährige krautige Pflanze, die Wuchshöhen von bis zu 80 Zentimetern erreicht. Die kräftigen und stark verzweigten Stängel sind fein sowie mit abstehenden, 2 bis 3 Millimeter Borsten behaart.
Die unteren Laubblätter sind 80 bis 200 Millimeter lang sowie 8 bis 13 Millimeter breit, linealisch langgestreckt und nicht fein, dafür dicht mit 1,5 bis 2 Millimeter langen Borsten behaart, von denen zumindest einige sternförmig sind und 0,1 bis 0,2 Millimeter lange Strahlen aufweisen.

### Generative Merkmale
Die Blütenstände sind verzweigt. Die Blütenstiele sind 0 bis 2 Millimeter lang. Die Tragblätter sind kürzer als der Kelch.
Die zwittrigen Blüten sind fünfzählig mit doppelter Blütenhülle. Der Blütenkelch ist zur Anthese 8 bis 10 Millimeter lang, vergrößert sich an der Frucht auf bis zu 16 Millimeter. Meist ist die Krone etwa 1 1/3- bis 1 1/2-mal so lang wie der Kelch. Die Krone ist 12 bis 16 Millimeter lang, blass gelb und unbehaart oder spärlich fein behaart.
Die Nüsschen sind 2,5 bis 3 Millimeter lang, glatt und glänzend.

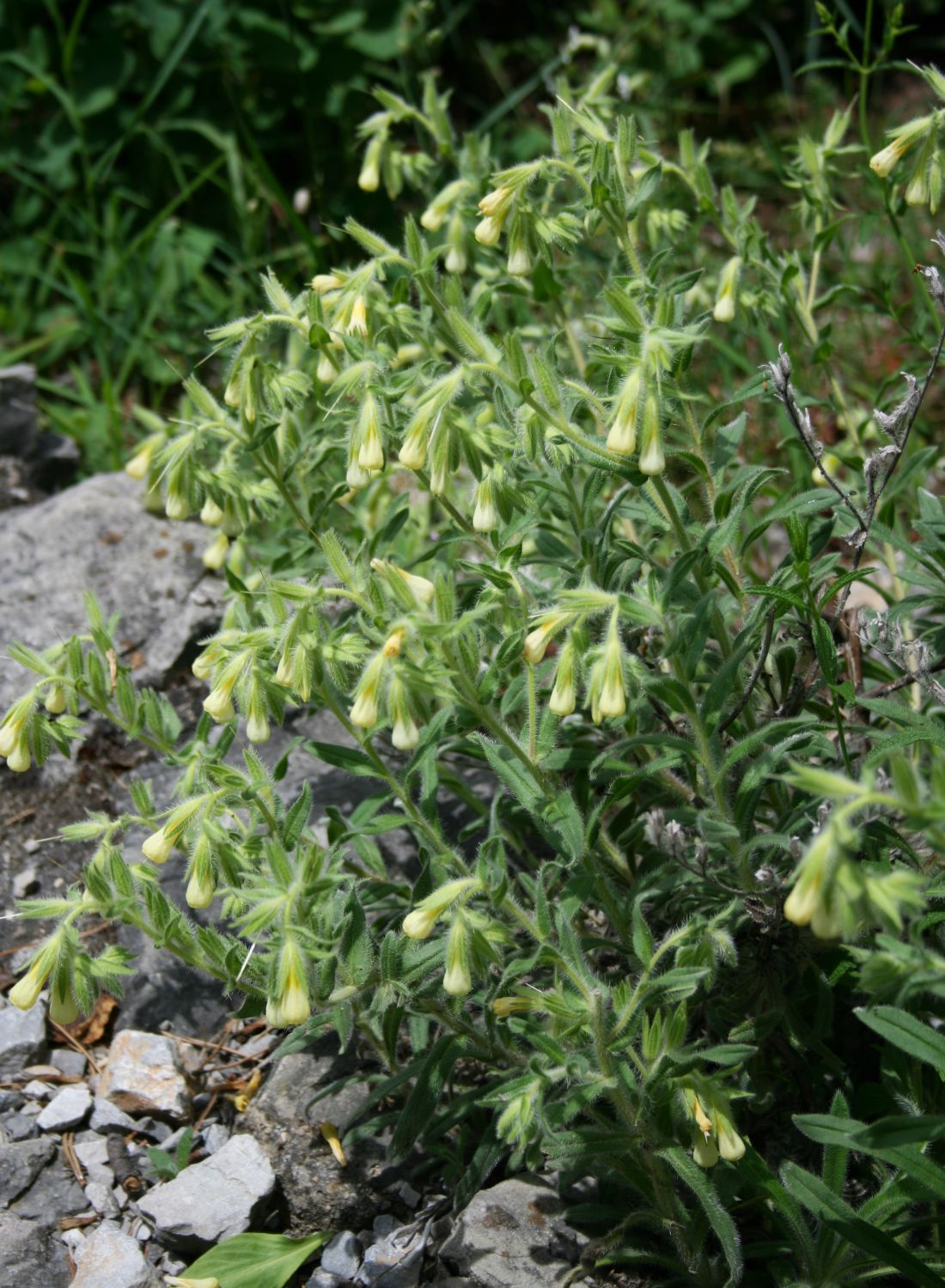
Onosma pseudoarenaria subsp. fallax in Italien bei Triest

## Systematik und Verbreitung
Die Erstveröffentlichung von Onosma pseudoarenaria erfolgte 1859 durch Philipp Johann Ferdinand Schur. Synonyme für Onosma pseudoarenaria Schur sind: Onosma arenaria subsp. pseudoarenaria (Schur) Jáv. und Onosma pustulata Schur.
Von Onosma pseudoarenaria gibt es etwa neun Unterarten:
- Onosma pseudoarenaria Schur subsp. pseudoarenaria: Sie kommt in Rumänien vor.[1] Die Chromosomenzahl ist 2n = 26.[2]
- Onosma pseudoarenaria subsp. albanica (Dörfl. & Ronniger) Rauschert: Sie kommt nur in Albanien vor.[1]
- Onosma pseudoarenaria subsp. cinerascens (Braun-Blanq.) Rauschert (Syn.: Onosma helvetica subsp. cinerascens (Braun-Blanq.) Stroh): Sie kommt nur in Italien vor.[1]
- Onosma pseudoarenaria subsp. delphinensis (Braun-Blanq.) P.Fourn.: Sie kommt nur in Frankreich vor.[1]
- Onosma pseudoarenaria subsp. fallax (Borbás) Rauschert (Syn.: Onosma fallax Borbás, Onosma arenaria subsp. fallax (Borbás) Jáv., Onosma helvetica subsp. fallax (Borbás) Teppner, Onosma lingulata (Freyn) Fritsch): Sie kommt in Italien, Kroatien, Bosnien-Herzegowina, Serbien und Montenegro vor.[1]
- Onosma pseudoarenaria subsp. helvetica Rauschert: Sie kommt nur in Frankreich und in der Schweiz vor.[1] Die ökologischen Zeigerwerte nach Landolt et al. 2010 sind in der Schweiz für diese Unterart: Feuchtezahl F = 1 (sehr trocken), Lichtzahl L = 4 (hell), Reaktionszahl R = 4 (neutral bis basisch), Temperaturzahl T = 5 (sehr warm-kollin), Nährstoffzahl N = 2 (nährstoffarm), Kontinentalitätszahl K = 5 (kontinental).[3]
- Onosma pseudoarenaria subsp. lucana (Lacaita) Rauschert (Syn.: Onosma helvetica subsp. lucana (Lacaita) Peruzzi & al.): Sie kommt nur in Italien vor.[1] Die Chromosomenzahl ist 2n = 26.[4]
- Onosma pseudoarenaria subsp. tridentina (Wettst.) Braun-Blanq. (Syn.: Onosma tridentina Wettst., Onosma helvetica subsp. tridentina (Wettst.) Teppner):  Sie kommt nur in Italien und Kroatien vor.[1]
- Onosma pseudoarenaria subsp. tuberculata (Kit.) Rauschert (Syn.: Onosma tuberculata Kit., Onosma austriaca (Beck) Fritsch,  Onosma helvetica subsp. austriaca (Beck) Teppner, Onosma pseudoarenaria subsp. austriaca (Beck) Dostál, Onosma arenaria var. austriaca Beck, Onosma arenaria subsp. tuberculata (Kit.) Jáv.): Sie kommt nur in Österreich, in Ungarn und in der Slowakei vor.[1] Die Chromosomenzahl ist 2n = 26.[4]